# MigVax-101
MigVax-101 — кандидат на вакцину проти COVID-19, розроблений ізраїльською компанією «Oravax Medical». «MigVax-101» позиціонується як перша в світі вакцина проти COVID-19 для перорального застосування.

## Історія розробки
Улітку 2021 року в Ізраїлі повідомили, що компанія «Oramed Pharmaceuticals» розробила пероральну вакцину проти COVID-19. Компанія ще з березня працювала з індійською компанією «Premas Biotech» над проєктом вакцини від COVID-19, що базується на технології, яка розроблена в медичному центрі університету Хадасса в Єрусалимі. Перед цим компанія-розробник вакцини провела клінічне дослідження вакцини на тваринах. У липні 2021 року проведене клінічне дослідження вакцини на людях за участю 24 добровольців. Заплановане широкомасштабне клінічне дослідження вакцини «MigVax-101» у ПАР. Передбачається, що ця пероральна вакцина буде простішою в транспортуванні, оскільки не буде потребувати дотримання холодового ланцюга, що зробить її доступнішою в бідніших країнах, зменшить кількість побічних ефектів вакцинації, та збільшить кількість людей, які будуть мати прихильність до вакцинації.